# Sala dei Notari
Pour les articles homonymes, voir Notari.

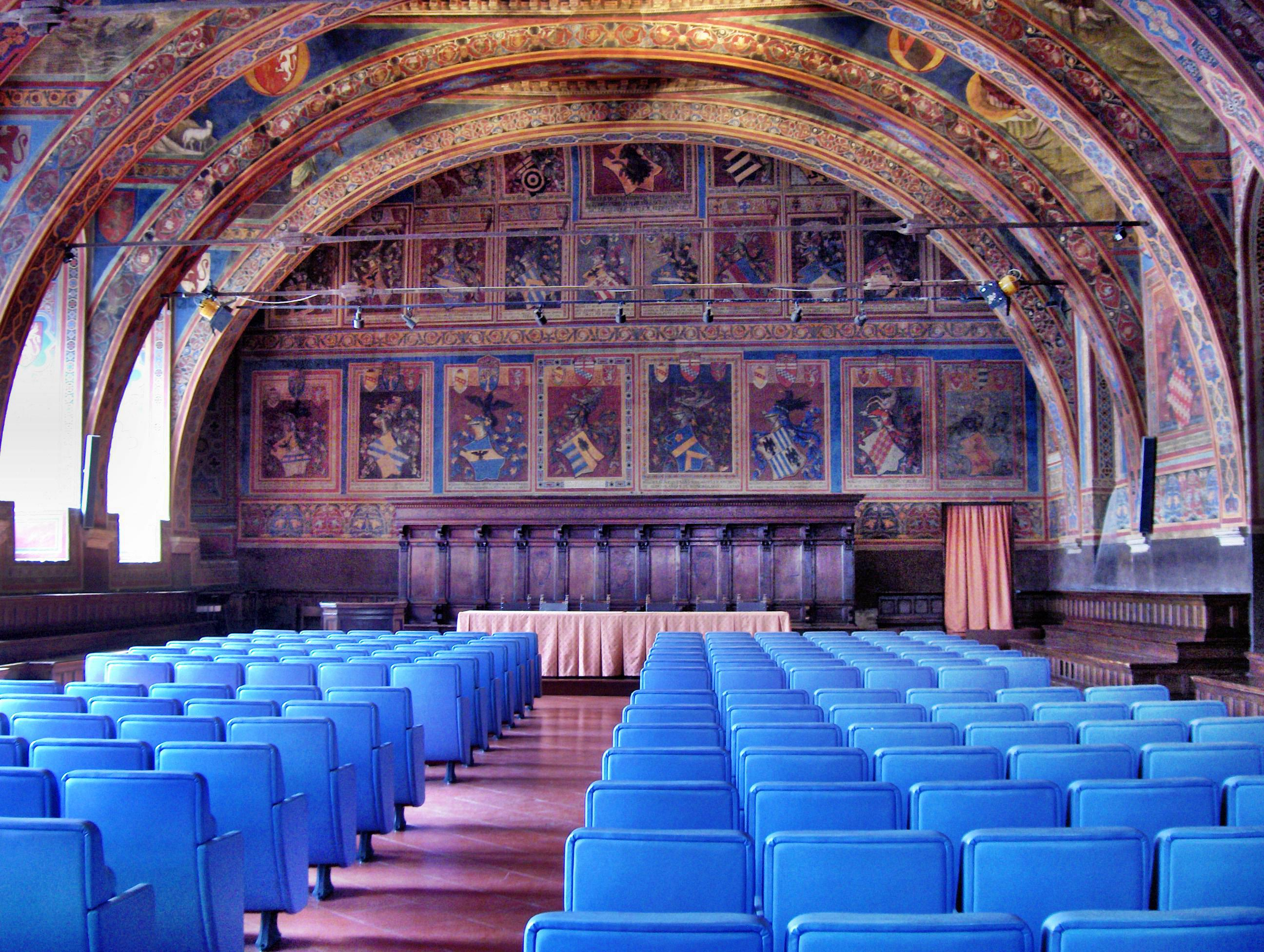
Vue d'ensemble.

Le Sala dei Notari  est une partie du Palazzo dei Priori, le palais de la commune de la ville de Pérouse (région de l'Ombrie en Italie), réservée au siège de l'Arte dei Notari (la « Guilde des notaires »).

## Historique
Cette salle construite entre 1293 et 1297 fait partie des premiers édifices du Palazzo dei Priori et servait à l'origine aux réunions populaires et aux séances du tribunal du Capitano del Popolo. Elle tire son nom de l'Arte dei Notari, la guilde qui en prit possession en 1582 lorsque son siège original du Palazzetto dei Notari situé Corso Vannucci fut partiellement détruit afin d'élargir la Via Calderini.

## Description

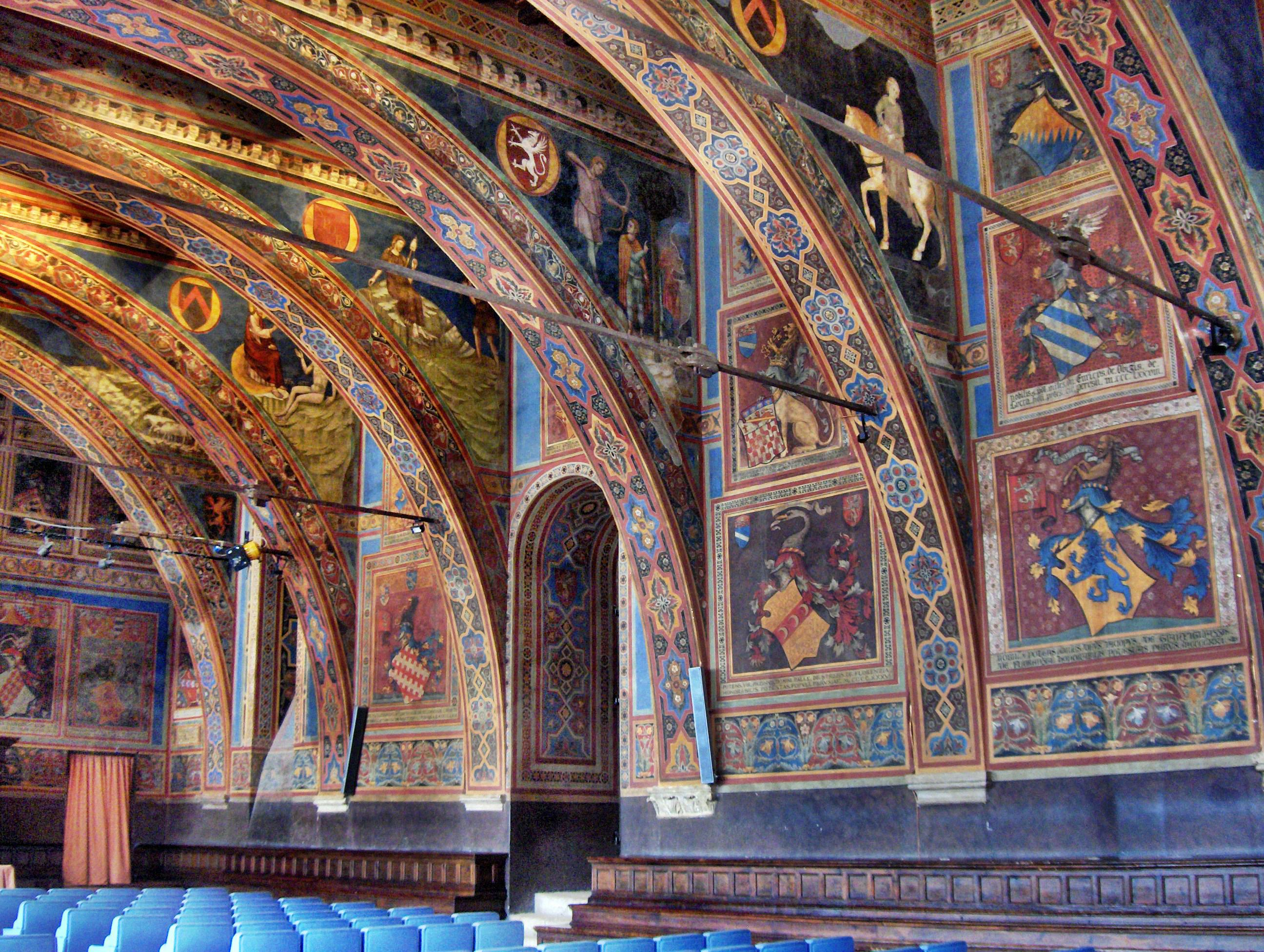
Paroi de droite

On accède directement à la Sala dei Notari par le grand portail gothique surmonté par le griffon et le lion symboles de Pérouse et des Guelfes, en empruntant le grand escalier depuis la Piazza IV Novembre.
La salle a une forme rectangulaire et possède huit grands arcs transversaux. Le voûtes sont décorées à fresque datant de la fin du Duecento ; elles reproduisent des légendes, des épisodes bibliques ainsi que les blasons des Capitaines du Peuple et des podestats de Pérouse jusqu'en 1499. Au centre de la paroi du fond on remarque le blason de Braccio da Montone.
Certaines peintures des murs ont été probablement réalisées par Pietro Cavallini, le Maestro del Farneto et par le Maestro Espressionista di Santa Chiara. Les peintures dégradées des mauvaises conditions de l'endroit ont été restaurées par Matteo Tassi entre 1880 et 1885. Le long des parois se trouvent des stalles et des sièges datant du XVIe siècle.